# Здравко Антонић
Здравко Антонић (Растошница, Зворник, 22. март 1934 — Београд, 7. јануар 2009) био је српски историчар, стручњак из области савремена историја југословенских народа, професор Универзитета у Бањалуци, научни савјетник Балканолошког института Српске академије наука и умјетности и члан Академије наука и умјетности Републике Српске.

## Биографија
Рођен је 1934. у Растошници поред Зворника. На Институту за историју у Сарајеву је био асистент од 1963. након чега је докторирао и постао научни сарадник 1975, а научни савјетник 1983. године. У периоду од 1975. до октобра 1978, је био директор Института за историју у Сарајеву. Био је руководилац Службе за документационо-информативне послове у Савјету федерације Предсједништва СФРЈ у Београду. Током 1991. и 1992. је био научни савјетник у Институту за новију историју Србије, а председник Скупштине општине Вождовац до половине 1993, након чега ради као научни савјетник у Балканолошком институту Српске академије наука и умјетности. Био је учесник Прве међународне конференције о Јасеновцу у Њујорку у организацији Међународне комисије за утврђивање истине о Јасеновцу, и главни уредник „Зборника радова Прве међународне конференције и изложбе о јасеновачким концентрационим логорима“. Дописни члан Академије наука и умјетности Републике Српске је постао 21. јуна 2004. године, и обављао је дужност председника Одбора за историјске науке Академије. Преминуо је 7. јануара 2009. у 75. години живота. Сахрањен је 10. јануара 2009. на Централном гробљу у Београду.

## Награде
- Орден заслуга за народ са сребрном звијездом

## Одабрана дјела
- Антонић Здравко: Злочини над Србима и Јеврејима у источној Босни 1941/42. године, Балканолошки институт Српске aкадемије наука и уметности
- Антонић Здравко: Документа о геноциду над Србима у Босни и Херцеговини од априла до августа 1941, Бања Лука – Српско Сарајево, (2001)
- Антонић Здравко: Родољуб Чолаковић у светлу свог дневника, ИП „Књига“, Београд, (1991)
- Антонић Здравко: Записи Пере Ђукановића: Устанак на Дрини, Балканолошки институт САНУ, Београд, (1994)